# Mel Daniels
Melvin Joe Daniels, detto Mel (Detroit, 20 luglio 1944 – Sheridan, 30 ottobre 2015), è stato un cestista e allenatore di pallacanestro statunitense, professionista nella ABA e nella NBA.
Nel 2012 è stato eletto membro del Naismith Memorial Basketball Hall of Fame in qualità di giocatore.

## Carriera
È stato selezionato dai Cincinnati Royals al primo giro del Draft NBA 1967 (9ª scelta assoluta).
Il 2 Novembre 1985 gli Indiana Pacers ritirarono la sua maglia numero 34 insieme a quelle dei suoi compagni di squadra George McGinnis e Roger Brown.

## Statistiche
| † | Denota una stagione in cui ha vinto il titolo ABA |
| * | Primo nella lega                                  |
| * | Record                                            |

### ABA-NBA

#### Regular season
| Anno            | Squadra                 | PG  | PT | MP   | TC%  | 3P%  | TL%  | RP    | AP  | PRP | SP  | PP   |
| --------------- | ----------------------- | --- | -- | ---- | ---- | ---- | ---- | ----- | --- | --- | --- | ---- |
| 1967-1968       | Minnesota Muskies (ABA) | 78  |    | 37,7 | 40,8 | 20,0 | 57,5 | 15,6* | 1,4 |     |     | 22,2 |
| 1968-1969       | Indiana Pacers (ABA)    | 76  |    | 38,6 | 47,6 | 0,0  | 60,4 | 16,5* | 1,5 |     |     | 24,0 |
| 1969-1970†      | Indiana Pacers          | 83  |    | 36,6 | 47,3 | 0,0  | 67,5 | 17,6  | 1,6 |     |     | 18,7 |
| 1970-1971       | Indiana Pacers          | 82  |    | 38,7 | 51,4 | 0,8  | 67,9 | 18,0* | 2,2 |     |     | 21,0 |
| 1971-1972†      | Indiana Pacers          | 79  |    | 37,6 | 50,5 | 0,0  | 70,3 | 16,4  | 2,2 |     |     | 19,2 |
| 1972-1973†      | Indiana Pacers          | 81  |    | 38,3 | 48,2 | 25,0 | 72,2 | 15,4  | 2,2 |     | 1,9 | 18,5 |
| 1973-1974       | Indiana Pacers          | 78  |    | 32,6 | 44,0 | 0,0  | 75,6 | 11,6  | 1,6 | 0,7 | 1,2 | 15,4 |
| 1974-1975       | Memphis Sounds (ABA)    | 71  |    | 23,2 | 45,0 | 0,0  | 63,4 | 9,0   | 1,8 | 0,6 | 1,4 | 9,8  |
| 1976-1977       | N.Y. Nets (NBA)         | 11  |    | 11,5 | 37,1 |      | 56,5 | 3,1   | 0,5 | 0,3 | 1,0 | 3,5  |
| Carriera ABA    | Carriera ABA            | 628 |    | 35,6 | 46,8 | 8,8  | 65,8 | 15,1  | 1,8 | 0,6 | 1,5 | 18,7 |
| Carriera NBA    | Carriera NBA            | 11  |    | 11,5 | 37,1 |      | 56,5 | 3,1   | 0,5 | 0,3 | 1,0 | 3,5  |
| Carriera Totale | Carriera Totale         | 639 |    | 35,2 | 46,8 |      | 65,7 | 14,9  | 1,8 | 0,6 | 1,5 | 18,4 |

#### Massimi in carriera ABA
Regular Season
- Massimo di punti: 56 vs New York Nets (18 marzo 1969)
- Massimo di rimbalzi: 34 vs Pittsburgh Pipers (20 dicembre 1969)
- Massimo di assist: 8 (3 volte)
- Massimo di palle rubate: 2 vs San Antonio Spurs (19 ottobre 1974)*
- Massimo di stoppate: 4 vs San Antonio Spurs (5 febbraio 1975)*

(* tenendo conto dei dati ABA al momento disponibili e che le statistiche di queste categorie vennero registrate sistematicamente solo dalla stagione ABA 1973-1974)

#### Play-off
| Anno         | Squadra                 | PG  | PT | MP   | TC%  | 3P% | TL%  | RP    | AP  | PRP | SP  | PP   |
| ------------ | ----------------------- | --- | -- | ---- | ---- | --- | ---- | ----- | --- | --- | --- | ---- |
| 1968         | Minnesota Muskies (ABA) | 10  |    | 40,9 | 43,4 | 0,0 | 60,6 | 16,1  | 1,9 |     |     | 25,3 |
| 1969         | Indiana Pacers (ABA)    | 17* |    | 33,5 | 42,2 | 0,0 | 60,8 | 13,9  | 1,3 |     |     | 19,6 |
| 1970†        | Indiana Pacers          | 15  |    | 35,5 | 44,4 | 0,0 | 66,7 | 17,7  | 1,0 |     |     | 19,3 |
| 1971         | Indiana Pacers          | 11  |    | 41,5 | 48,5 | 0,0 | 74,6 | 19,2* | 1,5 |     |     | 21,4 |
| 1972†        | Indiana Pacers          | 20* |    | 37,2 | 48,0 | 0,0 | 75,3 | 15,1  | 1,4 |     |     | 15,3 |
| 1973†        | Indiana Pacers          | 18  |    | 35,3 | 47,1 | 0,0 | 76,5 | 13,8* | 2,2 |     |     | 15,9 |
| 1974         | Indiana Pacers          | 14  |    | 35,6 | 40,1 | 0,0 | 76,7 | 11,4  | 1,9 | 0,8 | 1,0 | 12,2 |
| 1975         | Memphis Sounds (ABA)    | 4   |    | 13,5 | 50,0 | 0,0 | 55,6 | 6,0   | 0,3 | 0,3 | 1,5 | 6,8  |
| Carriera ABA | Carriera ABA            | 109 |    | 35,8 | 44,9 | 0,0 | 68,3 | 14,8  | 1,5 | 0,7 | 1,1 | 17,4 |

#### Massimi in carriera
Play-off
- Massimo di punti: 44 vs Kentucky Colonels (24 marzo 1968)
- Massimo di rimbalzi: 27 (4 volte)
- Massimo di assist: 5 (2 volte)
- Massimo di palle rubate: 2 vs San Antonio Spurs (12 aprile 1974)*
- Massimo di stoppate: 5 vs Kentucky Colonels (30 aprile 1973)*

(* tenendo conto dei dati ABA al momento disponibili e che le statistiche di queste categorie vennero registrate sistematicamente solo dalla stagione ABA 1973-1974)

## Palmarès

### Giocatore
- Campionato ABA: 3 (record condiviso con Roger Brown, Freddie Lewis e Billy Keller)

Indiana Pacers: 1970, 1972, 1973
- NCAA AP All-America Third Team (1967)
- ABA Rookie of the Year Award (1968)
- ABA All-Rookie Team (1968)
- ABA Most Valuable Player Award: 2

1969, 1971
- All-ABA Team: 5

First Team: 1968, 1969, 1970, 1971
Second Team: 1973
- ABA All-Star Game: 7 (record condiviso con Louie Dampier)

1968, 1969, 1970, 1971, 1972, 1973, 1974
- ABA All-Star Game MVP (1971)
- 3 volte miglior rimbalzista della stagione ABA (1967-1968, 1968-1969, 1970-1971)
- 3 volte maggior numero di rimbalzi totali in stagione ABA (1967-1968, 1968-1969, 1970-1971)
- 2 volte maggior numero di rimbalzi difensivi in stagione ABA: (1967-1968), (1968-1969)
- Maggior numero di rimbalzi offensivi in stagione ABA: (1967-1968)
- 2 volte miglior rimbalzista della stagione nei Playoff ABA (1971), (1973)
- Maggior numero di tiri da due punti realizzati in stagione ABA: (1967-1968)
- Maggior numero di tiri dal campo realizzati in stagione ABA: (1967-1968)
- Quarto miglior marcatore di sempre ABA
- Quarto miglior marcatore di sempre per numero di punti segnati nei Playoff ABA (85° sommando ABA e NBA)
- Migliore rimbalzista di sempre ABA (9.494 rimbalzi) (52° sommando NBA e ABA)
- Miglior rimbalzista di sempre per numero di rimbalzi nei Playoff ABA (15° sommando ABA e NBA)
- Secondo migliore rimbalzista di sempre per rimbalzi a partita ABA in regular season (15,1 rimbalzi a partita)
- Secondo migliore rimbalzista di sempre per rimbalzi a partita ABA nei Playoff (14,8 rimbalzi a partita)
- Miglior rimbalzista difensivo di sempre ABA (38° sommando NBA e ABA) (6.624)
- Miglior rimbalzista offensivo di sempre ABA (40° sommando NBA e ABA) (2.870)
- Quarantatreesimo per numero di assist di sempre ABA
- Decimo per numero di stoppate di sempre ABA
- Nono per numero di tiri liberi realizzati nella storia dell'ABA
- Nono giocatore con il maggior numero di partite giocate nella storia dell'ABA (628)
- Quarto giocatore con il maggior numero di minuti giocati nella storia dell'ABA (22.340)
- ABA All-Time Team